# 海恩斯 (阿拉斯加州)
海恩斯（英語：Haines），是美国阿拉斯加州的一座城市。该市的人口在2000年为1811人，2010年有1713人。人口在阿拉斯加州排行第N/A。